# Triathlon Grassau
Triathlon Grassau ist ein 2014 in Grassau im Chiemgau gegründeter Triathlonverein. Der Verein ging aus der Triathlonsparte der SG /katek/ Grassau hervor. Die erste Männer-Mannschaft des Vereins tritt seit 2015 in der 1. Triathlon-Bundesliga an.

## Erfolge
| Saison                                                                                                 | Liga                | Platz |
| --- | ------------------- | ----- |
| 2010                                                                                                   | Landesliga Süd      | 1.    |
| 2011                                                                                                   | Bayernliga          | 1.    |
| 2012                                                                                                   | Regionalliga Bayern | 1.    |
| 2013                                                                                                   | 2. Bundesliga Süd   |       |
| 2014                                                                                                   | 2. Bundesliga Süd   | 2.    |
| 2015                                                                                                   | 1. Bundesliga       | 14.   |
| 2016                                                                                                   | 1. Bundesliga       | 11.   |
| 2017                                                                                                   | 1. Bundesliga       | 11.   |
| 2018                                                                                                   | Regionalliga Bayern | 2.    |
| Anmerkung: Eine grün unterlegte Saison kennzeichnet einen Aufstieg, eine rot unterlegte einen Abstieg. |                     |       |

Die erste Männer-Mannschaft trat erstmals 2010 (noch als SG /katek/ Grassau) in der Bayerischen Triathlonliga an und stieg auf Anhieb mit Platz 1 in der fünftklassigen Landesliga Süd in die Bayernliga auf. Nach erneutem Aufstieg im Folgejahr in die Regionalliga Bayern sowie 2012 in die 2. Bundesliga Süd folgte 2014 die Ausgründung des Vereins Triathlon Grassau sowie mit einem zweiten Platz der Aufstieg in die 1. Bundesliga. Am Ende der Saison 2015 gelang dem Kiwami Tri Team Grassau mit Platz vierzehn, d. h. dem vorletzten Platz, knapp der Klassenerhalt in der 1. Bundesliga.
Das Frauen-Team belegte 2015 in der Bayernliga den Platz sechs, 2012 war bereits ein Frauen-Team der SG /katek/ Grassau in der Regionalliga gestartet und kam am Saisonende auf Platz zehn. Der zweiten Mannschaft der Männer gelang nach dem Aufstieg mit einem dritten Platz in der Landesliga Süd 2014 im Jahr 2015 der Durchmarsch und erneute Aufstieg mit Platz eins in der Bayernliga.

## Grassauer Triathlon
Seit 2013 organisiert der Verein jährlich am Reifinger See den Grassauer Triathlon.